# ConservAmerica
 (octobre 2019).
Si vous disposez d'ouvrages ou d'articles de référence ou si vous connaissez des sites web de qualité traitant du thème abordé ici, merci de compléter l'article en donnant les références utiles à sa vérifiabilité et en les liant à la section « Notes et références ».
ConservAmerica, anciennement Républicains pour la protection environnementale (Republicans for Environmental Protection, ou REP, en anglais) est une organisation nationale rassemblant des militants du Parti républicain, formée en 1995. L'objectif déclaré du REP est renforcer la présence du Parti Républicain sur les problèmes environnementaux et d'appuyer les efforts menés pour conserver les ressources naturelles et protéger l'Homme et de la Nature. Incorporée dans l'Illinois, son siège se trouve à Albuquerque au Nouveau-Mexique.
Souvent décrite par ses opposants comme un composant de la faction modérée et libérale du Parti Républicain, REP dispose d'un vaste réseau de membres à travers les États-Unis, réunis autour d'une forte volonté de protéger l'environnement et de faire adopter par le plus grand nombre une éthique plus responsable à ce sujet. REP dispose de membres dans 49 États américains et de groupe de travail formels dans 10 d'entre eux.
Le slogan de REP, « La conservation est conservatrice » (« Conservation is Conservative » en anglais), est basé sur la traditionnelle philosophie conservatrice de grands hommes comme l'homme d'État britannique Edmund Burke, l'ancien président des États-Unis Théodore Roosevelt, et des auteurs comme Russell Kirk et Richard Weaver. REP affirme dans ses écrits que la conservation et une gestion responsable de l'environnement sont le cœur de valeurs conservatrices comme la prudence, la responsabilité personnelle, l'épargne ainsi que, comme le soutenait Burke, le fait qu'une société est un partenariat entre les générations passées, présentes et futures.

## Mission
La mission de REP est de « faire ressusciter la grande tradition conservatrice du Parti républicain et de restaurer la conservation et la protection de l'environnement comme un élément fondamental de la vision du Parti républicain pour l'Amérique ».
La tradition conservatrice que le REP cherche à faire renaitre commença avec la protection de la vallée de Yosemite par Abraham Lincoln et se prolongea dans des actions comme celles de Théodore Roosevelt. D'autres leaders républicains engagés pour la sauvegarde de l'environnement sont régulièrement cités par REP, comme les présidents Herbert Hoover, Dwight Eisenhower, Richard Nixon, Gerald Ford, les sénateurs John Chafee, William Roth et John McCain, le membre du Congrès John Saylor ou encore le gouverneur Arnold Schwarzenegger.

## Histoire
REP fut fondé par trois femmes, Martha Marks, Kim O'Keefe-Wilkins et Aurie Kryzuda qui se rencontrèrent lors d'une conférence sur les espèces en danger à Chevy Chase dans le Maryland. Toutes trois républicaines de longue date, elles se sentirent concernées par ce qu'elles virent comme une régression à court terme des lois environnementales proposées par la majorité des républicains lors de son 104e congrès.
En 2000, REP soutint le sénateur John McCain lors des primaires aux élections présidentielles et l'aida à développer ses positions sur le changement climatique. REP ne soutint pas George W. Bush lors des élections présidentielles de 2000 et s'opposa activement à la nomination de Gale Norton au secrétaire à l'Intérieur des États-Unis.
En 2005, REP milita activement pour empêcher l'autorisation des forages pétroliers dans le Arctic National Wildlife Refuge. REP participa à la création d'un groupe de parlementaires républicains qui a pour objectif de s'opposer à l'intégration de l'autorisation de forage pétrolier dans le budget législatif. William H. Meadows, président de la Wilderness Society déclara : « Il y a beaucoup d'organisations nationales, régionales ou locales qui, avec diligence, travaillent à la protection de l'Arctic National Wildlife Refuge pour les prochaines décennies, mais la plus importantes d'entre elles dans cette campagne, fut REP ».

## Lobbyisme
REP travaille activement à la responsabilisation des comportements concernant les problèmes relatifs à l'énergie et la variété sauvage de l'environnement. L'organisation défendit les lois sur l'environnement des années 1960 et 70 qui firent l'objet d'un large consensus politique, notamment au Parti démocrate et au Parti républicain comme le Wilderness Act, le Clean Air Act, le Clean Water Act, le Endangered Species Act, le National Environmental Policy Act (NEPA) et le Wild & Scenic Rivers Act.
Depuis quelques années, REP a fortement focalisé ses actions sur les questions de l'énergie et des problèmes climatiques, prônant une indépendance plus forte par rapport au pétrole et aux autres énergies fossiles, privilégiant des choix plus efficaces et renouvelables comme les énergies renouvelables mais aussi l'énergie nucléaire.
Les positions des REP sur l'environnement sont reprises dans son journal officiel C.E.P. Quarterly et dans un certain nombre d'autres publications de l'organisation. Ces informations ont aussi accessibles via le site Internet de REP.
Chaque année, REP publie un listing qui propose de classer les membres du Congrès républicain à partir des votes qu'ils firent et de leurs actions envers des causes que REP classifie comme propre à changer les comportements envers l'environnement.

## Activité politique
REP supporte des candidats républicains qui généralement partagent ses positions sur les problèmes environnementaux. En 2006, REP fut très actif durant les primaires républicaines et durant les élections présidentielles. REP supporta 30 candidats à la Chambre des représentants des États-Unis, six candidats au Sénat et un candidat au poste de gouverneur.
REP dispose d'un comité d'action politique appelé REP PAC, et d'un groupe 527 indépendant appelé le Fonds de conservation REP (REP Conservation Fund en anglais). Ces deux structures travaillent à l'élection ou à la défense de républicains qui ont ce que REP appelle « une grande crédibilité environnementale ».

## Chaptersdans les États américains
Les 10 chapters (succursales associatives américaine) de REP prennent régulièrement position sur des problèmes environnementaux locaux, et se battent pour eux lors des élections. Les chapters organisent aussi régulièrement des évènements éducatifs pour ses membres et les autres citoyens. Les chapters de REP sont basés dans les États suivants :
- Californie
- Colorado
- Floride
- Illinois
- Michigan
- Nouveau-Mexique
- New York
- Pennsylvanie
- Texas
- Washington.

## Direction actuelle
- Présidente : Martha Marks
- Vice-président : Bill McLaughlin
- Secrétaire : Roy Gerdel

### Membres d'honneurs

#### Sénat
- Lincoln Chafee, Rhode Island (perdant à l'élection générale de 2006)
- Susan Collins, Maine
- John McCain, Arizona
- Olympia Snowe, Maine

#### Parlement
- Sherwood Boehlert, New York (abandon à l'élection générale de 2006)
- Michael Castle, Delaware
- Vern Ehlers, Michigan
- Jim Gerlach, Pennsylvanie
- Wayne Gilchrest, Maryland (perdant à l'élection générale de 2008)
- Nancy Johnson, Connecticut (perdant à l'élection générale de 2006)
- Tim Johnson, Illinois
- Sue Kelly, New York (perdant à l'élection générale de 2006)
- Mark Kirk, Illinois
- Jim Leach, Iowa (perdant à l'élection générale de 2006)
- Jim Saxton, New Jersey (se retira en 2008)
- Joe Schwarz, Michigan (perdant à l'élection générale de 2006)
- Chris Shays, Connecticut (perdant à l'élection générale de 2008)
- Rob Simmons, Connecticut (perdant à l'élection générale de 2006)
- James T. Walsh, New York (se retira in 2008)[2]